# Karl Jenkins
Karl Jenkins (Penclawdd, Gower, Gales, 17 de febrero de 1944) es un compositor y músico británico.

## Biografía
Karl Jenkins nació y creció en Penclawdd, Gower, Gales, al oeste de Swansea. Su padre, profesor de la escuela local, organista y director de coro, le dio su primera instrucción musical. Karl comenzó su variada carrera musical como intérprete de oboe en la Orquesta Infantil Nacional del Reino Unido. Continuó sus estudios musicales en el University College de Cardiff y en la Academia Real de Música. Fue conocido por el conjunto de su carrera como músico de jazz y rock, uniéndose primero a la banda Nucleus, de Jazz Rock, liderada por Ian Carr, pasando después a la banda de rock progresivo de Canterbury Soft Machine en 1972 y posteriormente liderándolos durante varios años, ganando el primer premio en el Festival de Jazz de Montreux, en Suiza. El grupo desafió el ser categorizado, y tocó en sitios tan diversos como el Proms, el Carnegie Hall, y el Festival de Jazz de Newport.
Ha creado un buen número de canciones para anuncios, ganando por dos veces el premio de la industria en ese campo. Quizás su más famosa pieza sea el tema clásico usado por la empresa de diamantes De Beers para su famosa campaña de publicidad en televisión que se centraba en las joyas vestidas por gente de la que solo se muestran sus siluetas. Posteriormente la incluyó como pieza principal en una compilación de trabajos variados que llamó Diamond Music, editado en 1996, y finalmente creó Palladio, usándolo como tema del primer movimiento. También es muy conocido el tema Adiemus, utilizado en un anuncio de la aerolínea Delta Airlines, incluido después en una recopilación de música chillout y cuyo éxito llevó a Jenkins a decidirse a crear el proyecto Adiemus, de cuyo primer disco, Songs of sanctuary, es esa canción el primer tema.
Su aparición como compositor sucedió con un innovador proyecto multigénero, Adiemus. Jenkins ha dirigido este proyecto en Japón, Alemania, España, Finlandia, Holanda y Bélgica, así como en el Royal Albert Hall y la estación eléctrica de Battersea en Londres. El primer disco de Adiemus, Songs of Sanctuary, (1995) se vendió lo suficientemente bien (encabezando las listas de música clásica) como para hacer surgir una serie de sucesores, cada uno de los cuales gira en torno a un tema central distinto. 
Además de Diamond Music, ha realizado más trabajos en solitario, fuera del proyecto Adiemus. En 1998 publicó Imagined Oceans, disco de catorce temas creados a partir de lo que los nombres de trece mares de la Luna evocaban en la imaginación de Jenkins (la primera pista es una versión corta de la última, Mare Crisum). En 1999 publicó  The Armed Man: A Mass for Peace en el que hace apología del fin de las guerras, cuyo "Agnus Dei" ha pasado ya a ser un clásico contemporáneo, y por último en 2005 publicó Requiem/In These Horizons Stones Sing, disco de 18 canciones, siendo las 13 primeras un réquiem dedicado a su padre. Es destacable que para este último disco contó con la Orquesta Occidental de Kazajistán, siendo la primera vez que una orquesta de este país actúa en el exterior. 
Fue galardonado con la Orden del Imperio Británico en la lista de Honores del Nuevo Año para 2005.

## Discografía

### con Nucleus
| - 1970: Elastic Rock - 1971: Solar Plexus | - 1971: We'll Talk About It Later |

### con Soft Machine
| - 1972: Softstage: BBC In Concert (en vivo) - 1972: Six - 1973: NDR Jazz Workshop (en vivo) - 1973: Seven - 1974: Bundles | - 1974: Floating World Live (en vivo) - 1975: British Tour ´75 (en vivo) - 1976: Softs - 1977: Alive & Well (en vivo) - 1980: Land of Cockayne |

### Adiemus
| - 1995: Songs of Sanctuary - 1996: Adiemus II: Cantata Mundi - 1998: Adiemus III: Dances of Time - 2001: Adiemus IV: The Eternal Knot | - 2002: Adiemus Live (en vivo) - 2004: Adiemus V: Vocalise - 2013: Adiemus Colores - 2017: Symphonic Adiemus |

### En solitario
| - 1977: Rubber Riff - 1989: Cuts for Commercials Vol. 3 (con Mike Ratledge) - 1996: Palladio - 1996: Diamond Music - 1998: Imagined Oceans - 2001: The Armed Man: A Mass For Peace - 2005: Requiem - 2006: Tlep | - 2007: River Queen (banda sonora) - 2008: Stabat Mater - 2008: This Land of Ours - 2008: Quirk: The Concertos - 2009: Stella Natalis - 2010: Gloria / Te Deum - 2012: The Peacemakers - 2014: Motets - 2016: Cantata Memoria for the children - 2019: Piano - 2019: Miserere: Songs of Mercy and Redemption |